# Eparchia bałaszyska
Eparchia bałaszyska (ros. Балашихинская епархия) – jedna z eparchii Rosyjskiego Kościoła Prawosławnego, z siedzibą w Bałaszysze. Wchodzi w skład metropolii moskiewskiej.
Utworzona postanowieniem Świętego Synodu 13 kwietnia 2021 r. Obejmuje część obwodu moskiewskiego – okręgi miejskie Bałaszycha, Bogorodzki, Czernogołowka, Elektrogorsk, Elektrostal, Friazino, Łosino-Pietrowskij, Oriechowo-Zujewo, Pawłowskij Posad, Rieutow, Szatura, Szczołkowo oraz zamknięte osiedle typu miejskiego Zwiozdnyj gorodok.
Pierwszym ordynariuszem eparchii został biskup bałaszyski i oriechowsko-zujewski Mikołaj (Pogriebniak).